# Puerto Vicentini
Puerto Vicentini es una antigua localidad y actual barrio de la ciudad de Fontana, en el sudeste de la Provincia del Chaco, Argentina.
Fue uno de los primeros centros poblados de la Provincia, formado a partir de un embarcadero sobre el río Negro que permitía la comunicación de la incipiente colonia agrícola a fines del siglo XIX. En sus inicios contó con municipalidad, juzgado de paz y correo postal; su primer intendente fue Oscar Piccili. Luego la habilitación de la estación del Ferrocarril Santa Fe Río Arazá a poca distancia de la localidad potenció el desarrollo de la misma. No obstante con el correr del tiempo el núcleo sería absorbido por la localidad de Fontana, desarrollada a partir de una fábrica de tanino situada a 2 km de Vicentini. 

## Toponimia
Lo debe a Ángel Vicentini, uno de los primeros adjudicados con lotes en la Colonia Resistencia, luego terminaría dando su nombre al paraje donde actuó.

## Historia
Cuando a fines del siglo XIX se formó la Colonia Resistencia, la primera colonia agrícola del Chaco, el único medio de transporte seguro era el fluvial. El río Negro como principal curso fluvial era uno de los ejes pobladores. En 1894 se edificó la actual escuela Nº 6, la cual fue decretada Monumento Histórico por ser la primera escuela de la Provincia. En Puerto Vicentini se asentó un embarcadero de carga y de personas. Seguramente atraído por dicho embarcadero en 1901 se instaló un ingenio azucarero; poco tiempo después también surgiría en el lugar una fábrica de tanino.
En 1907 llegaron las vías del Ferrocarril Santa Fe y se construyó en el paraje la estación Río Arazá, otorgando a la localidad un nuevo medio de comunicación confiable. EN 1920 pobladores de esta localidad y localidades vecinas crearon el Club Deportivo Fontana. Con el transcurrir del tiempo las localidades de Vicentini, Río Arazá y Fontana quedaron unidas, siendo Fontana declarada como municipio que aglutinaba a las 3 en 1959.

## Vías de comunicación
Las principales vías de comunicación son la Avenida Alvear y la antigua traza de la Ruta Nacional 16. La primera la comunica por pavimento con el centro de Fontana y con la ciudad de Resistencia; la segunda la vincula al oeste con Puerto Tirol.